# Aurèle Robert
Pour les articles homonymes, voir Robert.
Aurèle Robert, né le 18 décembre 1805 dans l'ancienne commune des Éplatures (canton de Neuchâtel) et mort le 21 décembre 1871 à Bienne (canton de Berne), est un peintre et graveur de reproduction suisse. C'est le frère du peintre Louis Léopold Robert et le père de Léo-Paul Robert, peintre qui eut à son tour des enfants peintres.

## Biographie
Aurèle Robert naît le 18 décembre 1805 dans l'ancienne commune des Éplatures, située sur l'actuelle La Chaux-de-Fonds, en Suisse.
Fils d'un horloger, Aurèle Robert, après ses études accomplies à La Chaux-de-Fonds, débute dans l’horlogerie comme apprenti graveur de boîtes et pratique le dessin industriel. En 1822, il est invité par son frère ainé Léopold à Rome. Il exécute pour lui des copies de tableaux et apprend ainsi la peinture. Arrivé à Paris, il suit les cours de dessin de Pierre-Narcisse Guérin à l’Académie de France. En 1831, il expose deux peintures au Salon ayant pour sujet un Pâtre romain et La Barque des religieux descendant la cascade de Terni, il remporte une médaille d'or. Il diffuse les œuvres de son frère par la gravure, mais un an plus tard il doit rejoindre ce dernier à Venise, lequel, submergé de problèmes, finit par se suicider en 1835. Il rentre en Suisse, puis retourne à Paris pour suivre son commerce de gravures. Il passe ensuite cinq années à Venise de 1838 à 1843 puis se fixe à La Chaux-de-Fonds, puis à Bienne où il meurt à l'âge de 66 ans. 
Peintre de genre, peintre d'architecture et portraitiste, Aurèle Robert n'a pas réussi à développer une expression personnelle, ayant souvent dû recopier des tableaux de son frère. Il est plus remarquable pour ses vues d'architecture. Après 1843, il se cantonne aux portraits dont peu à peu les couleurs s'estompent, devenant grisailles sur la fin.
Son fils, Léo-Paul Robert devient peintre aura plusieurs enfants dont trois deviennent peintres : Théophile, Philippe Robert et Paul-André Robert. La dynastie des peintres de cette famille compte huit membres. 

## Œuvre
Les œuvres d'Aurèle Robert figurent dans les collections de plusieurs institutions suisses, notamment le Musée des beaux-arts de La Chaux-de-Fonds, le Musée d'art et d'histoire de Neuchâtel et le Nouveau Musée Bienne (NMB) qui, depuis 2012, conserve les œuvres de la Fondation Collection Robert.

## Galerie

Aurèle Robert, Saint-Paul-hors-les-murs après l'incendie de 1823, 1824-1826, huile sur toile, 126 x 100,5, cm, Musée des beaux-arts de La Chaux-de-Fonds
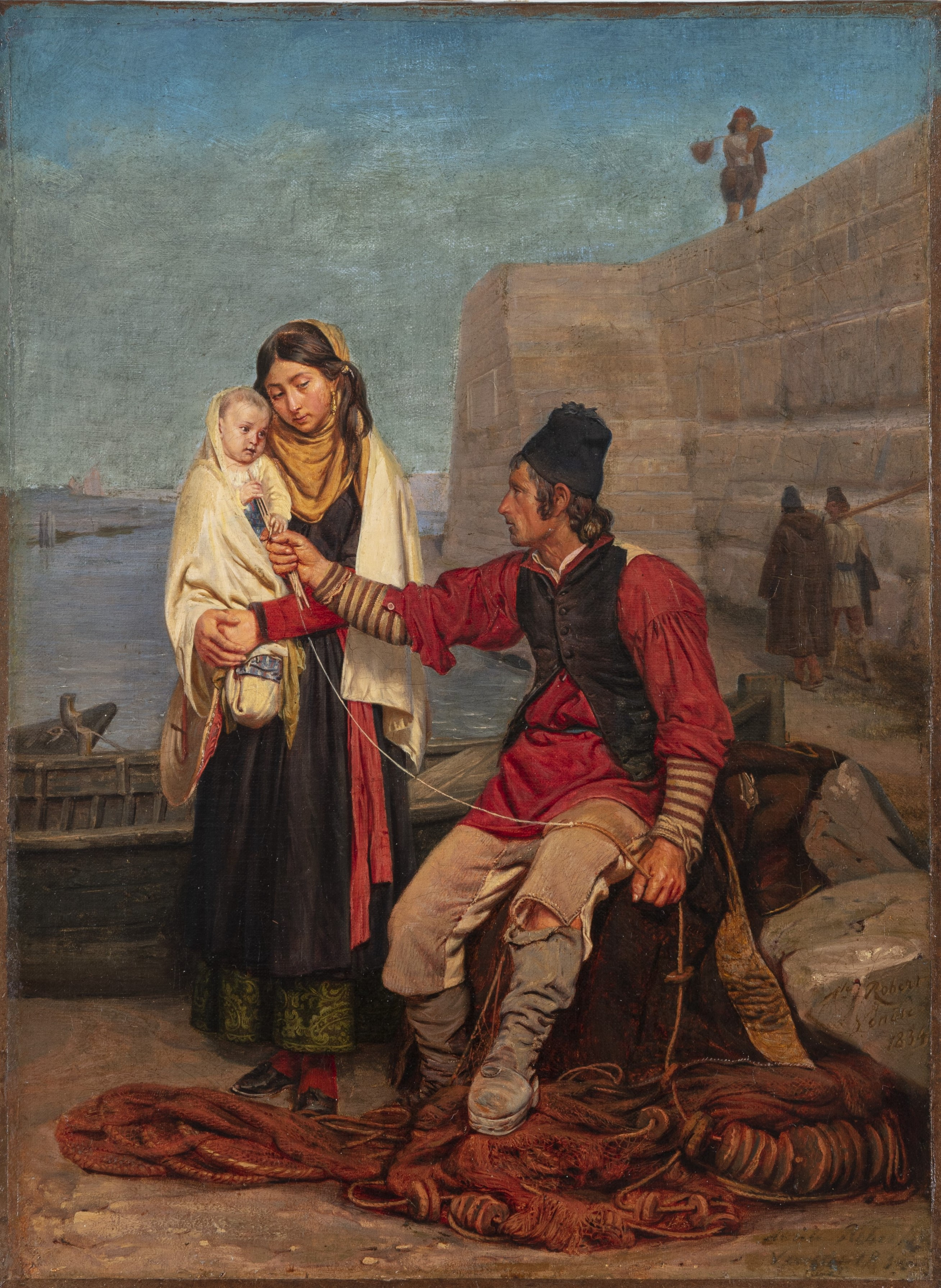
Aurèle Robert, Pêcheur vénitien avec femme et enfant, 1834, huile sur toile, 43,5 x 32 cm, Musée des beaux-arts de La Chaux-de-Fonds
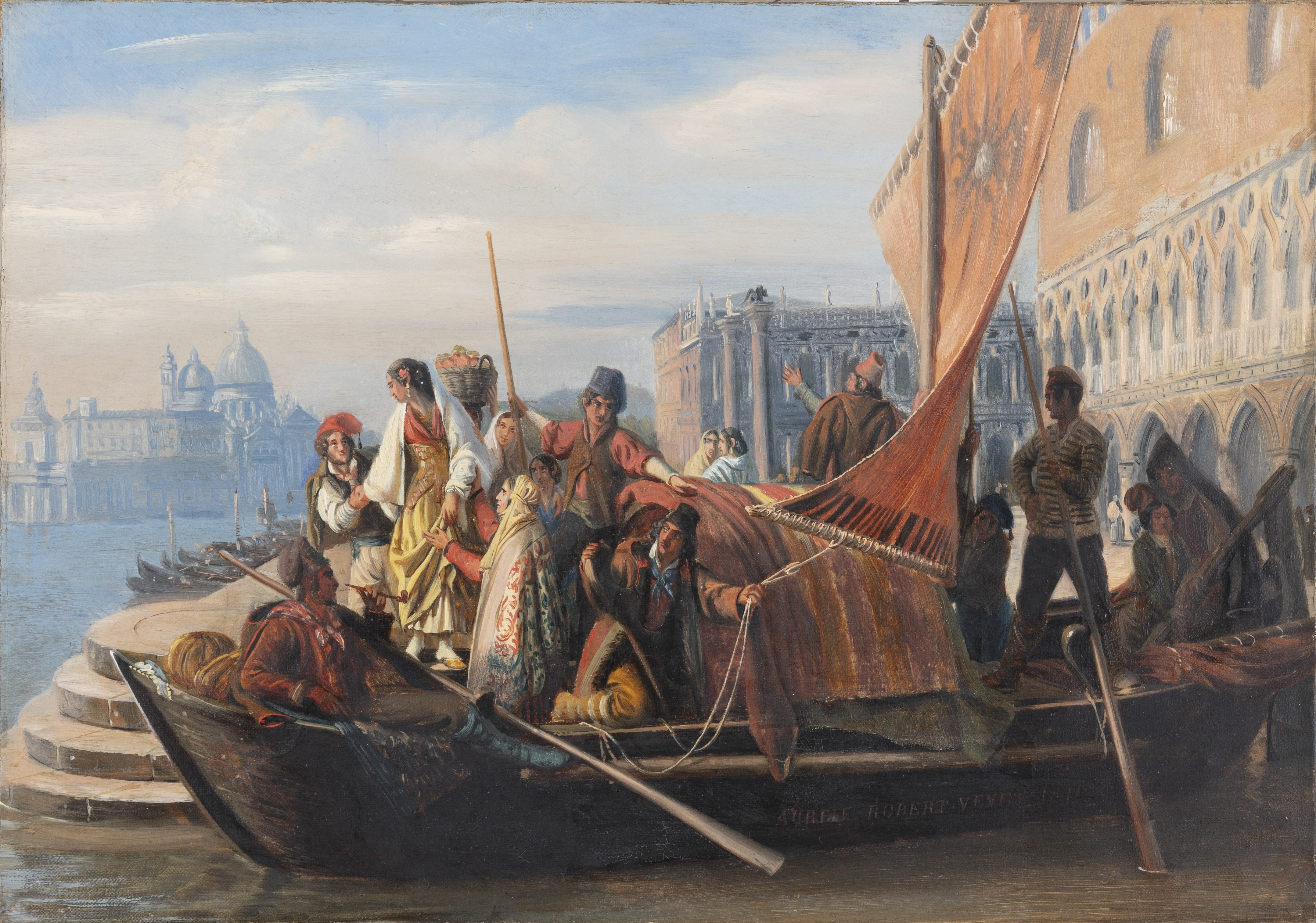
Aurèle Robert, Barque de Chiozzetti à la piazzetta de Venise, 1841, huile sur toile, 31,1 x 44,5 cm, Musée des beaux-arts de La Chaux-de-Fonds
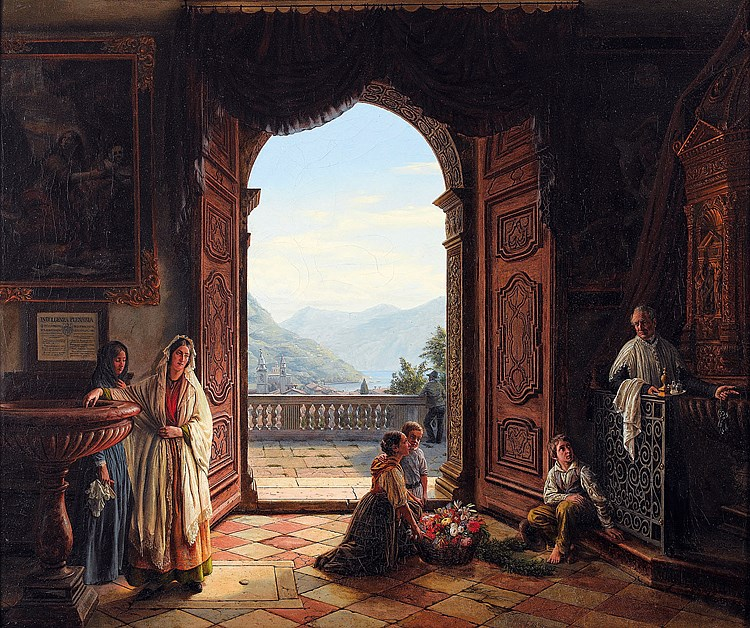
Aurèle Robert, La cathédrale de Lugano, 1840, huile sur toile, 66,5 x 79 cm, collection privée
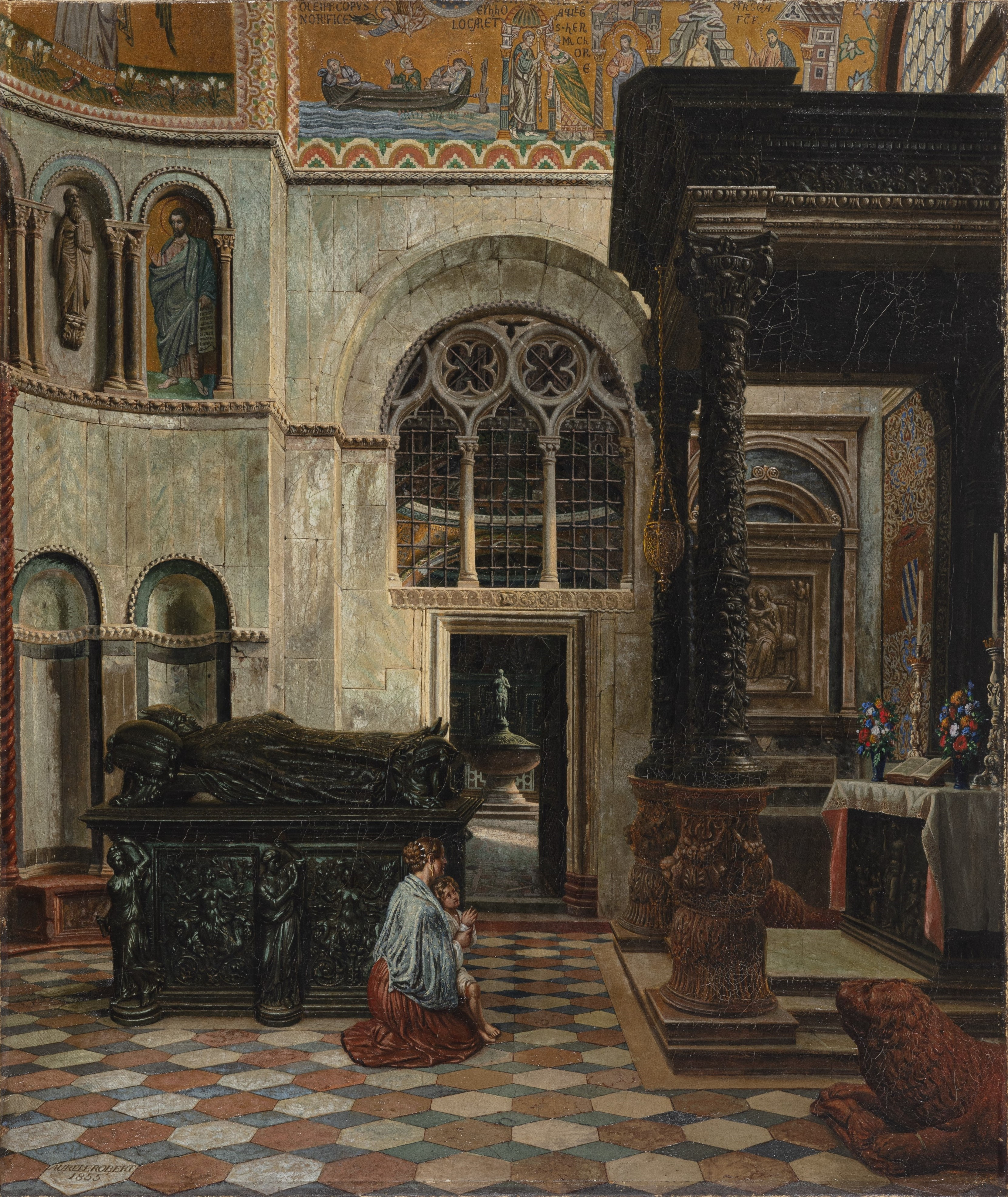
Aurèle Robert, Intérieur de la chapelle San Zeno, 1855, huile sur toile, 69 x 58 cm, Musée des beaux-arts de La Chaux-de-Fonds
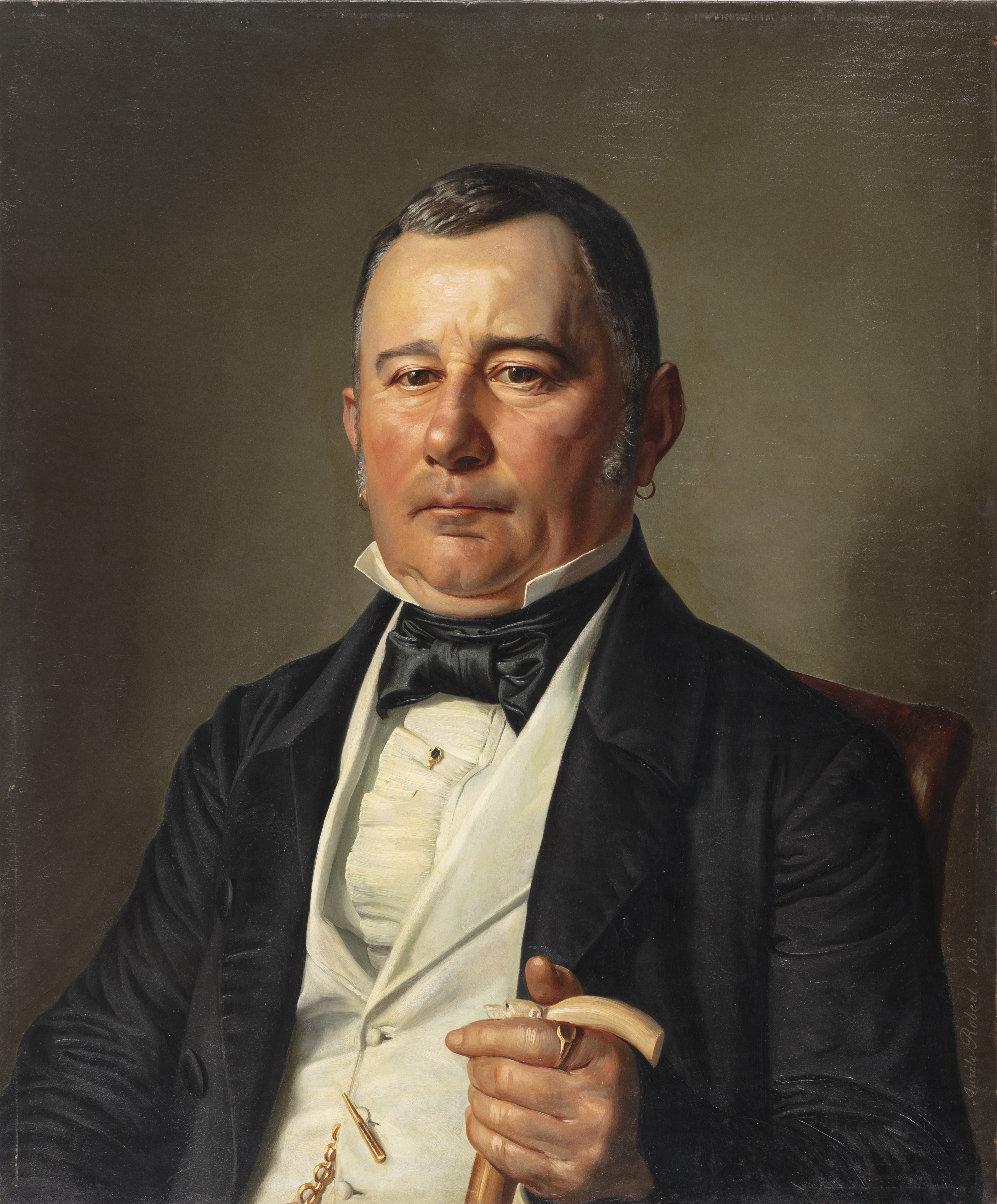
Aurèle Robert, Portrait de M. Perret-Cartier, 1853, huile sur toile, 63 x 52 cm, Musée des beaux-arts de La Chaux-de-Fonds
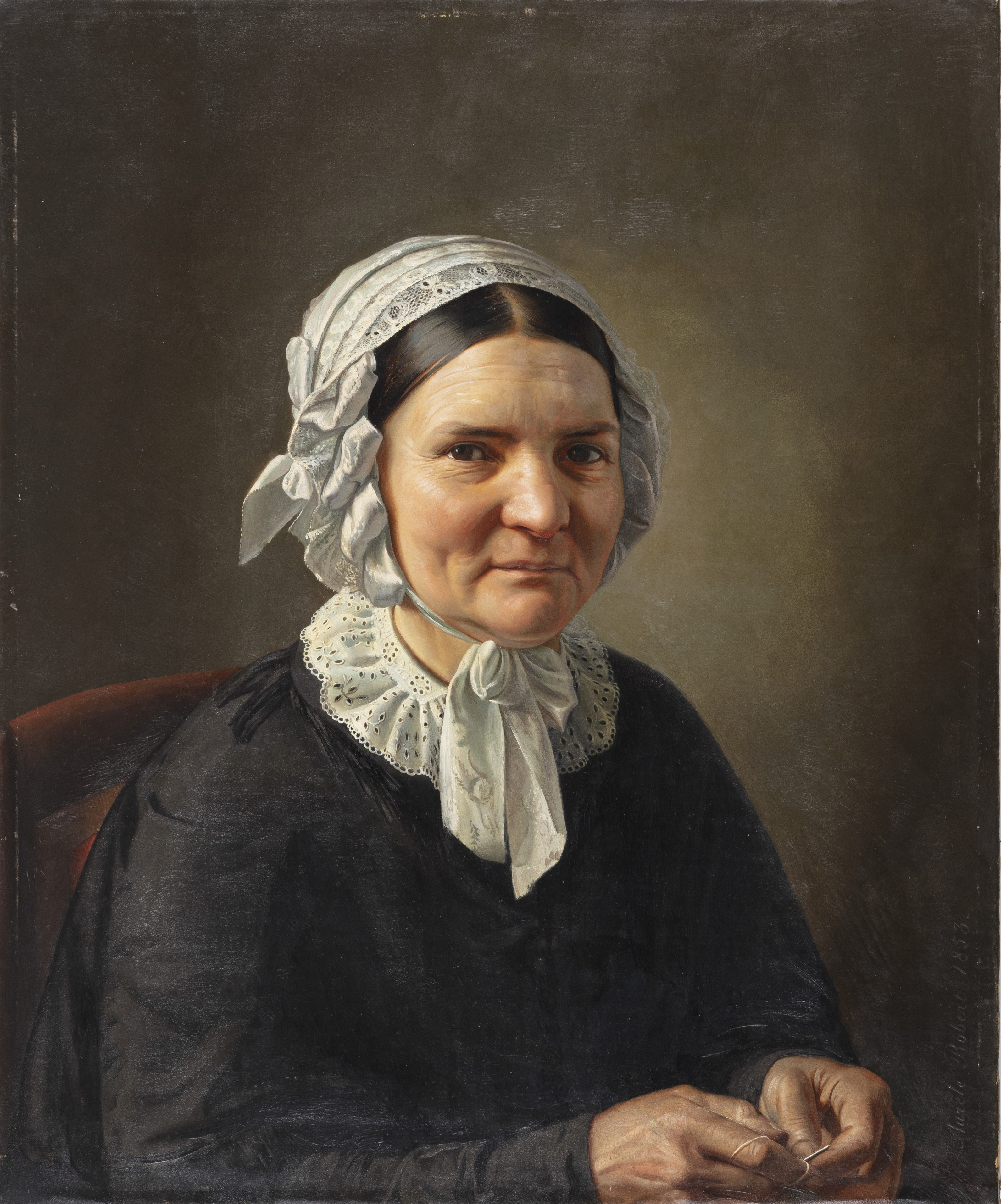
Aurèle Robert, Portrait de Mme. Perret-Cartier, 1853, huile sur toile 63 x 52 cm, Musée des beaux-arts de La Chaux-de-Fonds
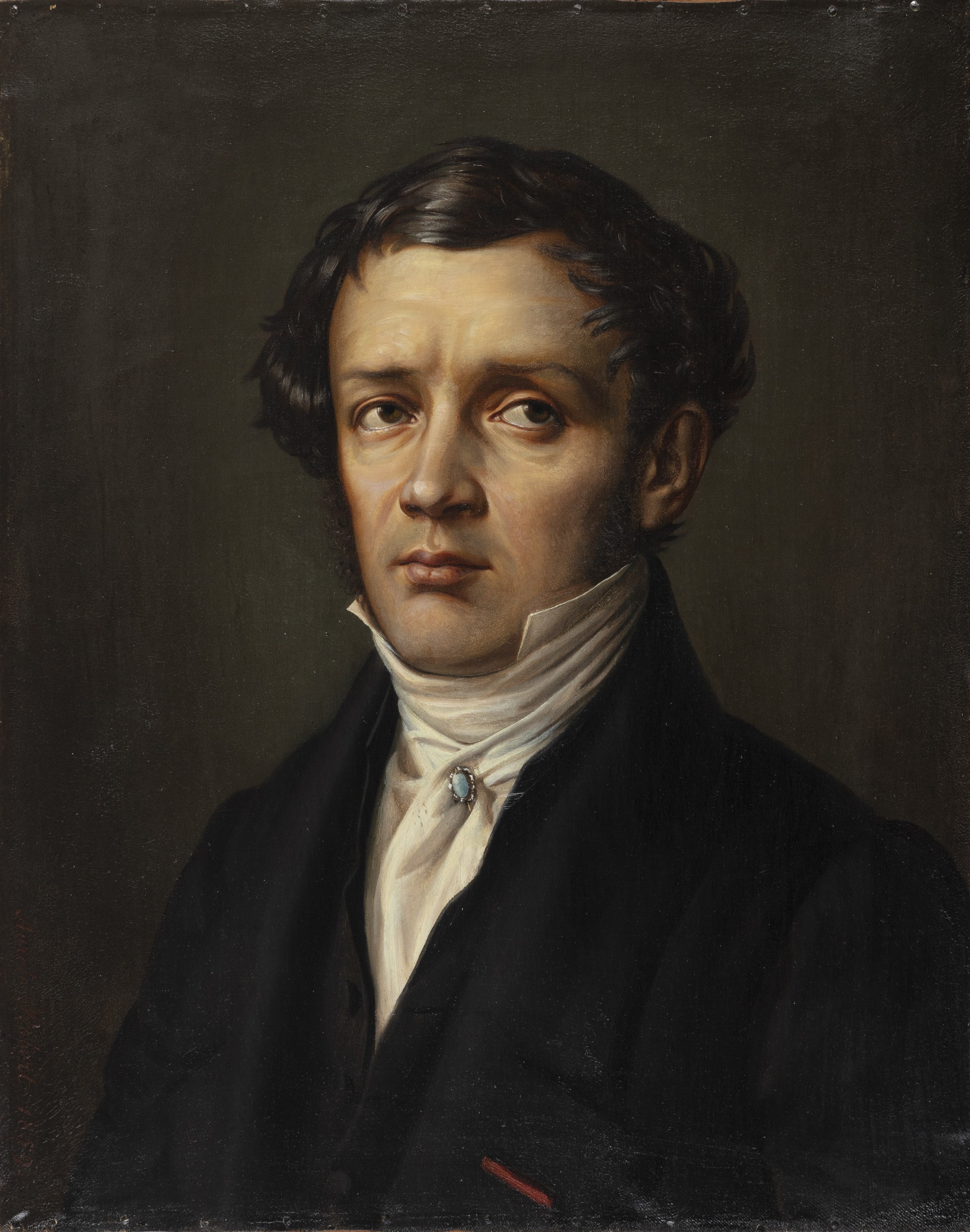
Aurèle Robert, Portrait de Léopold Robert, 1859, huile sur toile, 55 x 46 cm, Musée des beaux-arts de La Chaux-de-Fonds
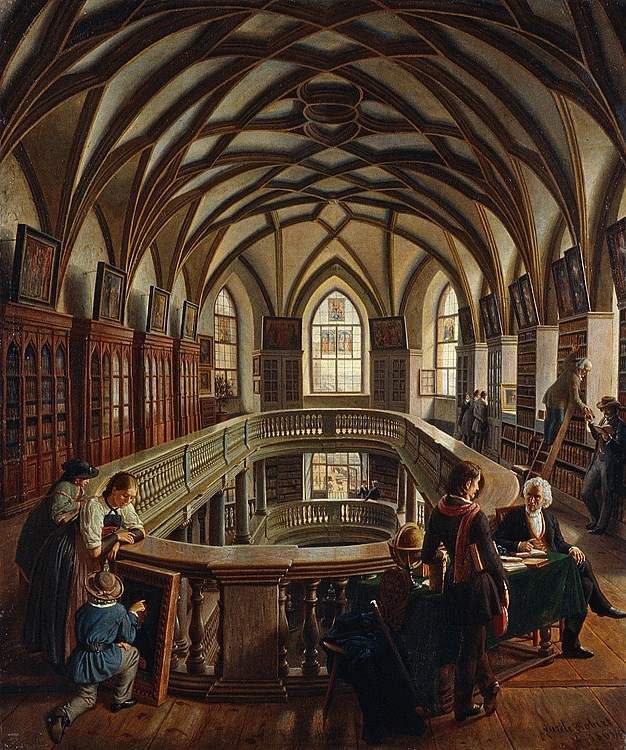
Aurèle Robert, Die Stadtbibliothek in der Wasserkirche (bibliothèque centrale de Zurich), 1862, huile sur toile, 47 x 38 cm, Bienne, Collection des arts visuels
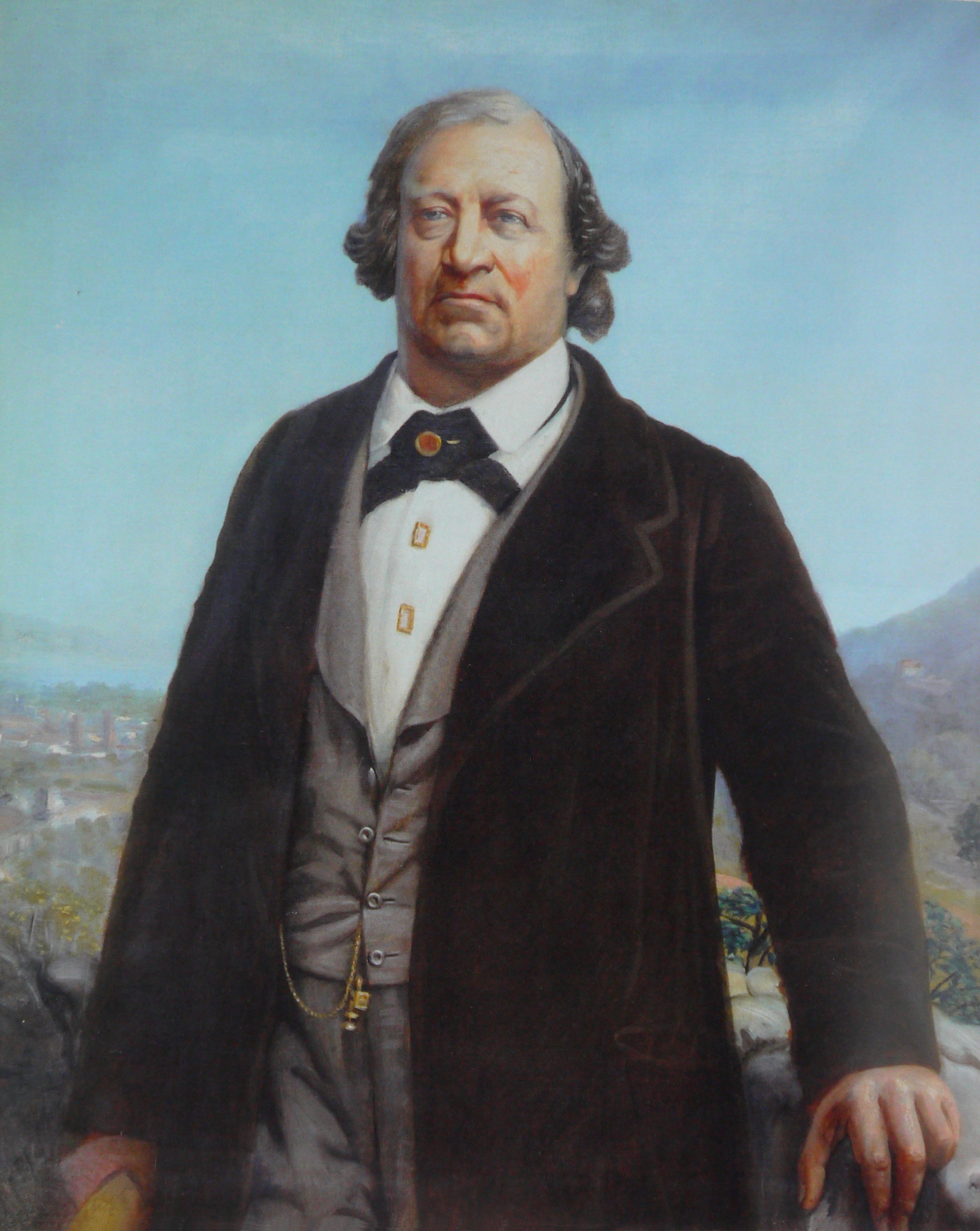
Aurèle Robert, Portrait de Friedrich Schwab, 1871, collection de la ville de Bienne, Musée Schwab